# 家電's Walker
家電's Walker（カデンズウォーカー）は、BS11で2009年3月20日から2015年9月10日まで毎週木曜日23:00 - 23:54（JST）に放送されていた家電を題材とした情報バラエティ番組。

## 概要
バーチャルスタジオでの放送を生かし、コンピュータグラフィックをふんだんに使用しつつ、司会のケイ・グラントを中心に、アットホームな雰囲気で最新の家電製品を紹介している。ビックカメラはスポンサー且つBS11の親会社で、WEBサイト上にも特設コーナーが設けられている。
番組では「家電プレゼンター」の森一丁が商品の紹介をしたり、レギュラー陣が自ら製品を試したりしつつ、MCと家電ガールズで話を進めていく。メーカーの担当者が直接スタジオでプレゼンテーションを行うこともある。
収録方法は撮って出しに近く、生放送のように、出演者の言い間違いが頻繁に流れるほか、担当者のプレゼン上のミスがそのまま放送されることも多い。
2014年12月4日～2015年1月1日までは、お年玉企画としてもらってうれしい最新家電をプレゼント。毎週1文字ずつのキーワードを発表し、それをつなぎ合わせて応募するものである。

## テーマソング
D-LITE（BIGBANG）「じょいふる」（2013年4月4日 - ）
いきものがかり「じょいふる」のカバー曲で、インストゥルメンタルバージョンが冒頭と終盤に流れる。
2014年12月11日放送分の「家電's PICK UP!!」でタイトルが判明したときは家電ガールメンバーは知らなかったリアクションを見せていた。

## 出演
家電ガールズのメンバーについては変動が激しく、降板、代理、加入が予告なしで行われることがほとんどである。ただし、梅本、林などのようにある程度レギュラーを務めた出演者は卒業をお知らせする場合がある。

### 現行メンバー
MC
- ケイ・グラント[1]

毎回、ジャケット、ネクタイ着用で出演する。CM前には「Stay Tune」などお決まりのセリフを使い、あたかもラジオ番組のように進行する。
家電主婦
- 中森友香（2009年5月 - 2010年4月30日、2010年10月29日 - 2014年3月20日、10月2日 - ）

2度産休しており、1度目は富岡美帆が代理を務め、福下恵美、鹿谷弥生と担当。
2度目の代理（2014年3月27日以降）は家電ガールのメンバーから持ち回りでアシスタントMCを担当。中森産休時（2度目）の代理MCについては以下の通り。
- 3月・4月・7月：林恵理（3月27日、4月3日、10日、17日、24日、7月3日、10日）
- 5月・8月：秦瑞穂（5月1日、8日、15日、22日、29日、8月7日、14日）
- 6月・9月：梅本静香（6月5日、12日、19日、26日、9月4日、11日）

家電プレゼンター
- 森一丁

蝶ネクタイを着用。本業のラジオパーソナリティ時とは異なる甲高い声で、司会陣やメーカー担当者をサポートする。
家電ガールズ
毎回4名が出演。家電を実際に使用し、感想を述べたりする。
- 秦瑞穂（2013年7月25日 - ） - 2013年3月23日初登場（30日、4月18日,25日にも出演）
- 小川あゆ美（2014年1月2日 - ） - 2013年12月12日初登場、12月26日にも出演
- 伊藤夏帆（2014年6月5日 - 9月11日、11月6日 - ）

※1月8日以降は隔週出演（今村、長沢の交互）
- 今村美乃（2015年1月1日 - ）
- 長沢裕（2015年1月1日 - ）

### 過去の出演者
※「出演」の欄でも先述した通り予告なしに突然降板することがある。ただし、レギュラーメンバーが欠席した場合はこの他ではない。
MC
- 富岡美帆（2009年5月 - 9月）

家電コント
- 劇団あぁルナティックシアター（橋沢進一・大村琴重・佐々木輝之）（2009年3月 - 2012年3月）

家電ガールズ
- 我謝レイラニ（2009年6月26日、7月30日 - 2011年8月15日）
- 福下恵美（2009年11月6日 - 2010年12月24日）[2]
- 鹿谷弥生（2010年2月26日、3月5日、6月25日）[3]
- 今野杏南（2010年5月28日、7月9日 - 9月24日）
- 佐々木麻衣（2011年2月25日）
- 乃下未帆（2011年4月8日 - 2012年8月4日）
- 愛未（2011年7月22日）
- 小山典子（2011年8月19日）
- 鴻上久美子（2011年10月14日）
- NATSUME（2011年10月28日、11月25日、12月9日-23日、2012年2月24日、4月7日 - 2013年7月18日）
- 藤井沙央理（2011年11月4日）
- 八木のぞみ（2011年12月2日・16日・30日、2012年1月 - 6月9日）
- 菊地亜沙美（2011年12月9日）
- 菜月（2012年4月7日 - 2013年12月5日）[4]
- 栞菜（2012年8月11日 - 9月1日、10月6日,13日）
- 北条佳奈（2013年7月25日、8月1日）
- 南千紗登（2014年3月27日 - 5月29日） - 2013年12月19日初登場
- 梅本静香（2012年5月19日 - 2014年10月30日）[5]
- 林恵理（2012年6月30日 - 2014年12月25日）

ゲスト
- 山本美月（2012年10月27日）[6]

## コーナー
- 家電's 売れ筋ランキング!!

今ビックカメラで売れている最新家電ランキングを紹介していく。
- 家電's PICK UP!!

家電プレゼンターの森がビックカメラまたはメーカーの担当者とともに商品のプレゼンテーションを行なう。
- 家電's Focus

家電ガールズが注目家電の知っててお得な使い方を伝授する。2013年4月より開始。

### 過去
- 家電's ヘッドラインニュース

家電に関するニュースを紹介する。
- KADEN GIRLS COLLECTION

家電ガールズの2人が女性ならではの視点で気になるアイテムを紹介する。2012年4月7日から2013年3月30日まで実施。

## 放送時間
2009年3月20日、生ワイド単発番組枠「大人の自由時間」にて初放送。続いて後継枠「大人の金曜日」（同年5月・6月）などで月1回放送された後、収録放送・放送時間縮小といったリニューアルが行われてレギュラー化され、2009年11月から2010年3月まで毎週放送される。2010年4月23日に特別編 「緊急放送3Dスペシャル」 を生放送。同月より再び月1放送に。7月に毎週放送に復帰。以後は月1・毎週放送をたびたび入れ替わりながら2012年3月まで金曜19時台枠で放送。同年4月より再リニューアル。曜日・時間帯ともに変更されて毎週放送になる。2012年10月6日にて放送100回を迎えた。2013年4月から深夜帯に移動、現在に至る。
季節によっては月第1・第2木曜のみ放送となることがある。当番組の放送がない場合はショップチャンネルの放送に充てられる。
| 回     | 期間                                             | 曜日       | 時間          |
| ------ | ------------------------------------------------ | ---------- | ------------- |
| -      | 2009年3月20日                                    | 金曜       | 19:00 - 21:45 |
| -      | 2009年5月29日、6月26日 7月30日、8月27日、9月24日 | 金曜・木曜 | 20:00 - 22:00 |
| 1-20   | 2009年11月6日 - 2010年3月26日                    | 毎週金曜   | 19:00 - 19:58 |
| -      | 2010年4月23日                                    | 金曜       | 19:00 - 19:58 |
| 21-24  | 2010年4月30日 - 6月25日                          | 最終金曜   | 19:00 - 19:58 |
| 24-32  | 2010年7月2日 - 8月27日                           | 毎週金曜   | 19:00 - 19:58 |
| 33,34  | 2010年9月24日、10月29日                          | 最終金曜   | 19:00 - 19:58 |
| 35-42  | 2010年11月5日 - 12月24日                         | 毎週金曜   | 19:00 - 19:58 |
| 43,44  | 2011年1月28日、2月25日                           | 最終金曜   | 19:00 - 19:58 |
| 45-55  | 2011年4月8日 - 6月17日                           | 毎週金曜   | 19:00 - 19:58 |
| 56-58  | 2011年7月22日、8月19日、9月23日                  | 金曜       | 19:00 - 19:58 |
| 59-70  | 2011年10月7日 - 12月30日                         | 毎週金曜   | 19:00 - 19:58 |
| 71-73  | 2012年1月20日、2月24日、3月23日                  | 金曜       | 19:00 - 19:58 |
| 74-125 | 2012年4月7日 - 2013年3月30日                     | 毎週土曜   | 11:00 - 11:55 |
| 126-   | 2013年4月4日 - 2015年9月10日                     | 毎週木曜   | 23:00 - 23:54 |

## スタッフ
- 構成：久保貴義、吉川泰生
- 技術協力：クロステレビビジョン
- 美術協力：百景、谷口淳、澤田綾菜、杉本良輔
- CG：黒木政彦、新川章太、坂本亮、篠崎真吾
- 制作進行：柳祐輔
- AD：石橋風吾、溝口えり子、石川友理子、佐藤暢晃、小林剛史、玉山祐介、池田夏美、徳永高、辻直記、中村勇貴
- ディレクター：関根崇、小嶋智仁、真田大輔、矢野昭彦、小出泰寛
- 演出：大岡慎介
- プロデューサー：小島孝浩、小宮和之、太田勝士、本間正幸、白石真教
- 制作協力：オフィスぼくら
- 制作著作：BS11